# Wólka Grodziska (województwo podkarpackie)
Wólka Grodziska – wieś w Polsce, położona w województwie podkarpackim, w powiecie leżajskim, w gminie Grodzisko Dolne.
W latach 1975–1998 wieś należała administracyjnie do województwa rzeszowskiego.

## Integralne części wsi
| SIMC    | Nazwa       | Rodzaj     |
| ------- | ----------- | ---------- |
| 0650850 | Koło Szkoły | część wsi  |
| 0650867 | Na Rybakach | część wsi  |
| 0650873 | Zagrody     | przysiółek |

## Historia
Powstała pod koniec XVI wieku. Pierwsze wzmianki o istnieniu wsi wyodrębnionej z Grodziska pojawiły się w regestrach poborowych, które zapisali poborcy podatkowi ziemi przemyskiej z 1589 roku. Wieś wraz z Grodziskiem należała do "klucza przeworskiego" i posiadała 2 łanów kmiecych, 17 ogrodników i 4 komorników biednych.
W 1621 roku wieś została nazwana Zimny Potok - Grodziska Wola seu alias Zimni Potok. W 1651 i 1658 roku wieś była wzmiankowana jako Grodziska Wola i należała do "klucza przeworskiego" (własność szlachecka Jerzego Sebastiana Lubomirskiego).
Wieś położona w powiecie przemyskim, była własnością Barbary Lubomirskiej, została spustoszona w czasie najazdu tatarskiego w 1672 roku. 
W 1674 roku wieś była wzmiankowana jako Grocziska Wola, w której było 39 domów.
Od marca 1870 roku wieś posiadała połączenie pocztowe w ramach urzędu pocztowego w Grodzisku - Miasteczku. W okresie międzywojennym, do roku 1930 miejscowość posiadała status gminy wiejskiej. W 1921 roku gmina liczyła 917 mieszkańców. 1 kwietnia 1930 włączono ją do gminy Grodzisko Górne.
8 września 1947 wyodrębniona z Grodziska Górnego jako gromada w zbiorowej gminie Grodzisko Dolne.
Mieszkańcy wsi żywo kultywują zwyczaje wielkanocnych straży grobowych, zwanych także turkami.

## Kościół
19 czerwca 1971 dekretem bpa Ignacego Tokarczuka została erygowana parafia pw. św. Maksymiliana Marii Kolbego. Jesienią 1971 roku przystąpiono do budowy murowanego kościoła, który został poświęcony 14 listopada 1971 roku przez bpa Tadeusza Błaszkiewicza. 14 sierpnia 2011 roku abp Józef Michalik dokonał konsekracji kościoła.

## Oświata
W 1906 roku w Wólce Grodziskiej powstała szkoła ludowa 1-klasowa.
Nauczyciele kierujący
1906–1912. Posada nieobsadzona.
1912–1913. Kazimierz Drzewicki.
1913–1914?. Posada opróżniona.
3 maja 2001 roku na zebraniu założycielskim powstało Stowarzyszenie Rozwoju Wsi Wólka Grodziska. Powstanie stowarzyszenia było wynikiem zrywu rodziców, którzy sprzeciwili się likwidacji szkoły 6-klasowej i przekształceniu jej w szkołę 3-letnią. Rodzice mając na względzie bezpieczny rozwój swoich dzieci założyli stowarzyszenie. Początki działalności stowarzyszenia były bardzo trudne, mimo wielu problemów z uzyskaniem pozwoleń na prowadzenie szkoły rodzice się nie poddali.
1 września 2001 roku rozpoczęła działalność Społeczna Szkoła Podstawowa w Wólce Grodziskiej, z klasami IV-VI. Klasy młodsze były dalej prowadzone przez władze samorządowe. Dalsze starania rodziców i ludzi dobrej woli przyczyniły się do przejęcia całej szkoły 6-klasowej z przedszkolem.